# John Arrillaga
John Arrillaga (California, 1937-24 de enero de 2022) fue un empresario estadounidense cuya fortuna se estima en 1.400 millones de dólares. Fue uno de los principales terratenientes de Silicon Valley.

## Carrera
Hijo de emigrantes vascos, fue jugador profesional de baloncesto.

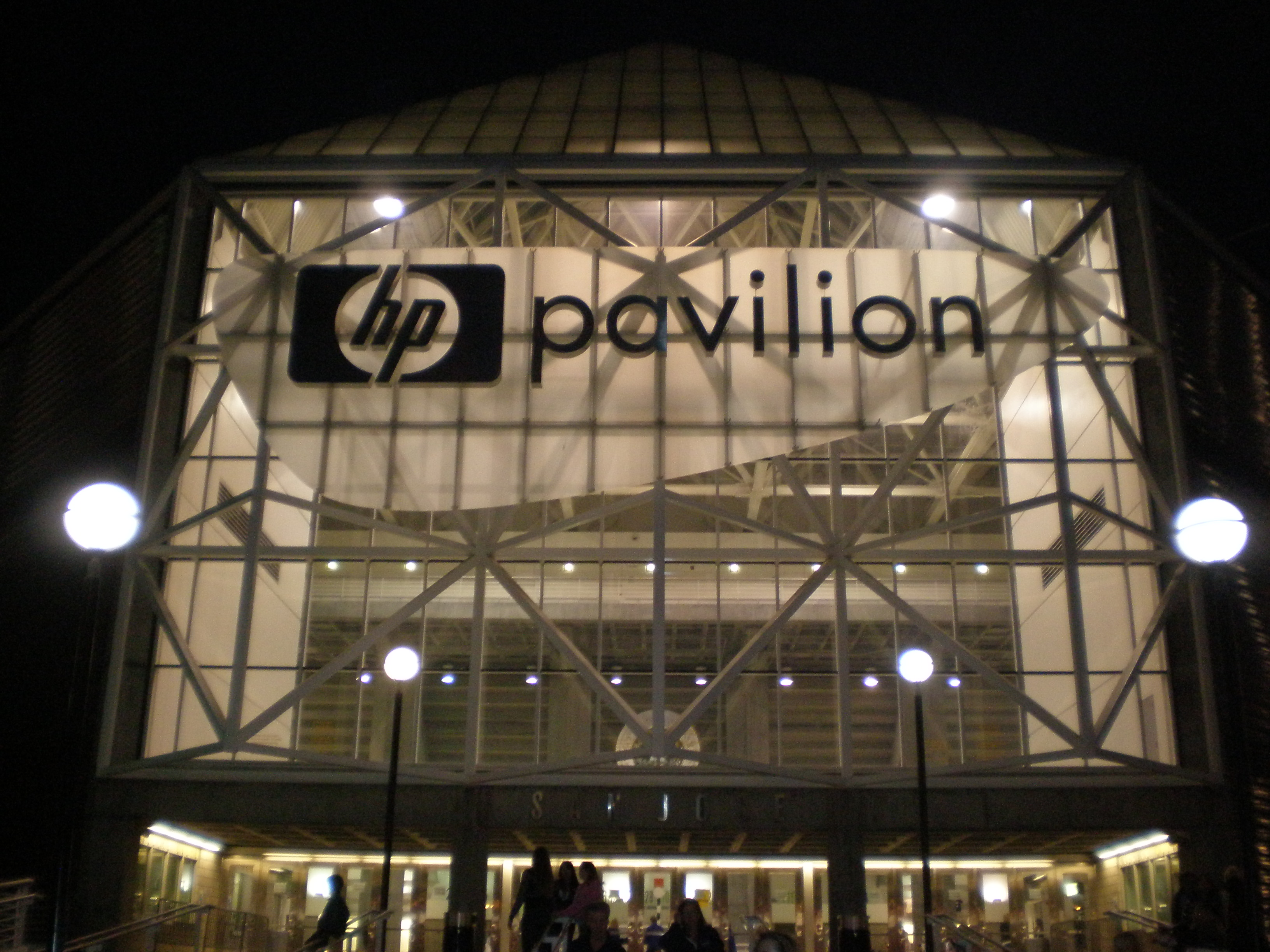
HP es una de las muchas empresas del mundo de la tecnología con presencia en Silicon Valley.

En la década de los años 1960 él y su socio Richard Peery se hicieron con la propiedad de vastos terrenos de labranza en California que posteriormente serían recalificados y declarados aptos para abrigar complejos de oficinas. Consiguieron reunir bajo su propiedad más de un millón de metros cuadrados de terreno.
Cursó estudios de Geografía en la Universidad de Stanford hasta su graduación en 1960, gracias a una beca deportiva. Forma parte de la fraternidad Delta Tau Delta y efectuó donaciones periódicas al fondo económico de la Universidad. El recinto de antiguos alumnos se bautizó como Frances C. Arrillaga en recuerdo de su primera mujer, y su apellido da nombre a diversos recintos deportivos. En mayo de 2006 donó cien millones de dólares a Stanford.
En 2006 llevó a cabo la venta de cerca de la mitad de sus terrenos ya urbanizados (unos 490.000 metros cuadrados) por 1.100 millones de dólares.

## Vida personal
Su hija Laura Arrillaga está casada con Marc Andreessen, programador de los navegadores Mosaic y Netscape, además de fundador de otros negocios relacionados con las telecomunicaciones.